# Geschwister Tanner

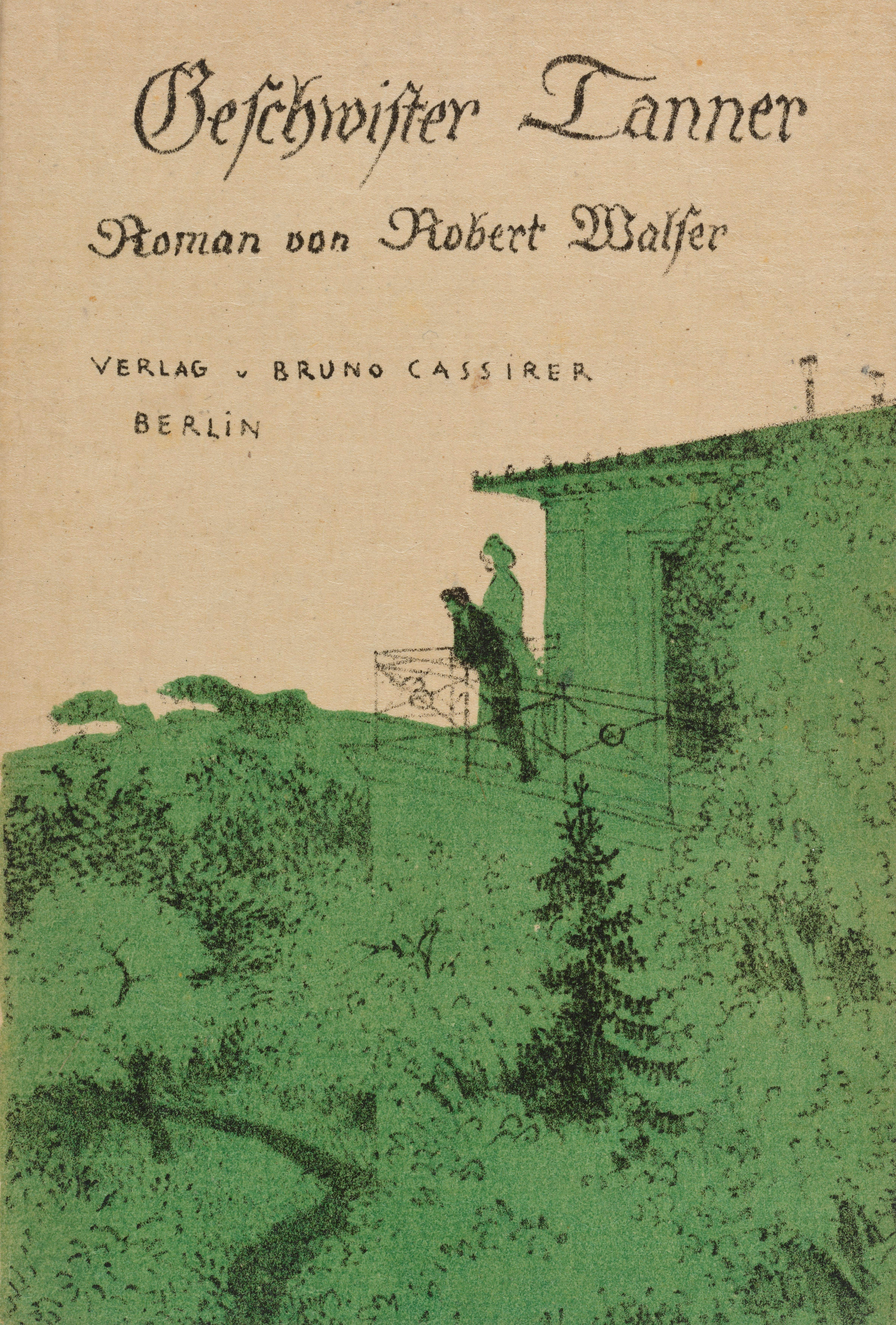
Erstausgabe von 1907 mit einer Illustration von Karl Walser

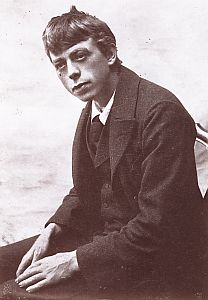
Robert Walser

Geschwister Tanner ist der erste Roman von Robert Walser. Walser schrieb ihn Anfang 1906 in nur sechs Wochen in Berlin. Er erschien dort Anfang 1907 bei Bruno Cassirer.

## Handlung
Der 20-jährige verhinderte Bankangestellte Simon Tanner ist auf der Suche nach dem passenden Platz im Leben. Seine vier Geschwister, die Schullehrerin Hedwig Tanner, der Gelehrte Dr. Klaus Tanner, der Maler Kaspar Tanner und der „Irrenhäusler“ Emil Tanner, können ihm dabei wenig helfen.
Simon Tanner
Die Vorsteherin des gut geheizten „Kurhauses für das Volk“, in das sich Simon Tanner auf der Flucht vor eisiger Winterskälte am Romanende rettet, verwundert sich über den „jungen, knabenhaften Mann“, ja sie macht sich sogar „unwillkürlich Kummer“. Obwohl sich die Vorsteherin als die „Überlegene“ fühlt und Simon für unbedeutend hält, vermutet sie sofort, der Ankömmling müsse „bedeutende Menschen zu Geschwistern“ haben. So ist es beinahe. Simon erzählt der Dame, „Klaus, der Älteste“, nehme „eine bedeutende Stellung in der Gelehrtenwelt“ ein. Bruder Kaspar hingegen lebe sehr zurückgezogen als Maler in Paris, und die einzige Schwester Hedwig unterrichte auf dem Dorfe Kinder. Hedwig sei es auch gewesen, die die Mutter bis zu deren Tode gepflegt habe. Zu dem Zeitpunkt sei Simon vierzehn Jahre alt gewesen. Der Vater sei mittlerweile achtzig Jahre alt. Der dritte Bruder allerdings sitze im „Irrenhaus“. Nach dem Tode seiner Mutter sei Simon „in eine Bank als Lehrling gegeben“ worden. Im dritten Lehrjahr sei er vom „Direktor zum Teufel“ gejagt worden. Als er „noch eine bestimmte Sehnsucht trug“, erzählt Simon weiter über sich, seien ihm „die Menschen gleichgültig“ gewesen. Nun aber kenne er „keine Sehnsucht mehr“ und „jetzt liebe“ er die Menschen.
Bruder Klaus
Simon wechselt die „Bankanstalten“ wie die Hemden. Allerdings wird er meist nicht hinausgeworfen, sondern geht, weil ihm irgendetwas nicht passt. Er bleibt nicht in seinem Beruf, sondern wird „Buchhandlungsgehilfe“, verlässt aber bald den „nichtsnutzigen Bücherladen“, meldet sich beim „Stellenvermittlungsbureau“, wird „Krankenwärter“ und arbeitet bei einem „Advokaten“ als Aushilfe. Simon findet doch noch Anstellung bei einem „Bankhaus von weltbedeutendem Umfang“, legt sich aber mit dem Direktor an und wird prompt entlassen. Simon verschmäht das angebotene Zeugnis. Er „will sich von nun an nur noch auf sich selbst berufen“. Er „will keine Zukunft“, er „will eine Gegenwart haben“. Simon versucht sich erfolglos als Journalist und beteiligt sich an der Inventur „in einer großen Maschinenfabrik“.
Der „immerwährende Berufswechsel“ missfällt dem ältesten Bruder Klaus, der sich für seinen jüngsten Bruder Simon verantwortlich fühlt, sehr. Zwar nennt Klaus den Bruder Simon einen „Müssiggänger“, doch ist der Gelehrte so rücksichtsvoll und feinfühlig, dass es über den ganzen Roman hinweg nie zu einer heftigen Kontroverse zwischen den beiden Brüdern kommt. Simon, nachlässig, verspricht Klaus, „daß es bald aufhört“ mit der Faulenzerei. Klaus nimmt das leere Versprechen gutgläubig hin und leistet somit dem Schlendrian Vorschub.
Klara Agappaia
Mit ein klein wenig Geld in der Tasche sucht Simon die Pension der schönen Frau Klara Agappaia – fast außerhalb der Stadt „am Waldesrande“ – auf, um für sich und seinen Bruder Kaspar ein Zimmer zu mieten. Das wird für die beiden armen Schlucker unerschwinglich. Klara, von dem jungen Mann beeindruckt, lässt die zwei Brüder unentgeltlich in ein „prachtvolles Chambre“ [Zimmer] einziehen und verliebt sich in Kaspar. Ihre Liebe dehnt Klara gleich noch auf Simon aus. Sie küsst den Jungen mit der Begründung, er sei ja der Bruder des Geliebten. Simon soll immer Klaras Freund bleiben. Er sei ihr „süßer Knabe“, mit einem „Kopf voll so unergründlicher Gedanken“.
Klaras Gatte, der schießwütige Forschungsreisende Agappaia, hat gerade sein Vermögen verspielt und sucht das Weite. Klara muss die Pension aufgeben. Die Brüder verlieren ihr komfortables Zimmer.
Bruder Kaspar
Kaspar, der Maler, will sich nicht an eine Frau binden, denn er muss der Kunst dienen, also „hart zu denen sein, von denen er am meisten geliebt“ wird. Mit dem künstlerischen „Schaffen“ ist das so: Alles Liebe muss abgetötet werden. Somit wird Liebe fürs Schaffen freigesetzt. Eine schwerere Aufgabe als Kunstproduktion kann sich nämlich kein Mensch vorstellen. „Kaspar malt für die Lust späterer Geschlechter.“ Wohl dürfe man einem Künstler zusehen, sollte ihn aber ja nicht beeinflussen wollen. Simon, der Taugenichts, kann nicht begreifen, was für ein Arbeiter sein Bruder, der Maler, ist. „Kunst“ wird definiert als Erklärungsversuch des Unerklärlichen. Kaspar trennt sich von Klara, obwohl sie nicht von ihm lassen will und nimmt außerhalb der Stadt Gelegenheitsaufträge an. Simon freut sich, weil Klara Kaspar unglücklich liebt. Doch Simon will „ein besserer Mensch werden“.
Schwester Hedwig
Für drei Monate kommt Simon bei seiner Schwester unter. Zwar begrüßt Hedwig den Bruder stürmisch, doch sie erkennt alsdann ernüchtert: Sonst hat sich Simon nicht um sie gekümmert, aber für das Bereitstellen von Kost und Logis ist sie gut genug. Simon trägt abgerissene Kleidung mit „kleidsamer Eleganz“. Die „sanfte“ Hedwig fühlt sich beglückt. Der Bruder erledigt die Hausarbeit und macht sich darüber seine Gedanken: Dankbarkeit will er der Schwester nicht zeigen. Damit beleidigte er sie nur. Wann wird die „seßhafte Schwester“ den „Tagedieb“ fortjagen, sinniert er weiter. Dann geht auch Hedwig das Geld aus. Auf dem Lande ist das kein Problem. Die Eltern der Schulkinder versorgen den Haushalt der Lehrerin mit Naturalien. Klaus kommt zu Besuch und nimmt sich Simon vor. Hedwig und Simon sind froh, als der „gestrenge Inspektor“ wieder fort ist. Beide vertändeln viel Zeit miteinander. Hedwig verachtet Simon „ein ganz klein wenig“, denn er habe „etwas Unbekümmert-Läppisches“ an sich. Hedwig jagt den Bruder schließlich fort und will sich nicht nach ihm sehnen.
Von besonderer Bedeutung ist die Begegnung Simons mit Hedwigs Freund Sebastian. Eines Abends findet er dessen durch die Winterkälte gefrorene Leiche in einem Bergwald. Simon bewundert Sebastian für die Umstände seines Todes. Auf die im Roman beschriebene Art kam Walser selbst 1956 zu Tode, der nach einem einsamen Spaziergang tot im verschneiten Wald liegen blieb.
Die Zauberin
Simon geht zurück in die Stadt, wird der „Diener einer Frau“ und pflegt deren kranken kleinen Sohn. Zwar fordert die strenge Frau viel von Simon, doch sie lässt ihn auch an ihrem Schreibtisch einen Brief schreiben und bleibt geduldig daneben sitzen. Simon möchte gern eine Ohrfeige von der Herrin. Er provoziert sie, doch es bleibt offen, ob er die gewünschte Strafe bekommt. Jedenfalls ist er bald wieder stellenlos. Er nimmt ein Zimmer bei der Vermieterin „Frau Weiß“ und bezahlt im Voraus. Sogleich legt er sich ins gemachte Bett und träumt von Klara. Die ist Zauberin geworden und führt ihm seine Geschwister einzeln vor. Klaus „schreibt fleißig an seinem Lebenswerk“. Hedwig liegt tot da. Mädchen sein und leiden, das war zu viel. Kaspar, „der Schaffende“, darf beim Malen nicht gestört werden.
Als der Träumer, „ein Freund des Unglücks“, erwacht, liest er „in dem Roman von Stendhal“ weiter.
Bruder Emil
Aus der Lebensgeschichte Emils wird mitgeteilt: Er besuchte zunächst ein Lehrerseminar, führte in München „ein ziemlich flottes Leben“, unterrichtete „reicher Leute Kinder“, zerstritt sich mit seinem Direktor, ging nach Italien, dann nach England, versuchte sich als Politiker, Dichter, Dramatiker, Komponist und auch als Zeichner. Zuletzt übte er wieder den Lehrerberuf aus und wurde – geisteskrank geworden – ins Irrenhaus gebracht.
Gefangene
Außer seinen Geschwistern und Klara begegnet Simon immer neuen Menschen. Denen gesteht er seine Konfession. Klug werden durch das Reisen – davon hält Simon nichts, denn er sei klug und wolle einst „im Lande mit Anstand sterben“. „Lächeln beim Tode“ wolle er dann versuchen und innerliche Frömmigkeit sei für ihn gleichbedeutend mit „menschlichem Anstand“. Simon „will Mensch bleiben“. Das heißt für ihn, er könne „mit ganz wenigem satt werden“. Dazu passt seine letzte Stelle. Als Bedürftiger wird er Schreiber. Diese Arbeit bekommen nur solche, „denen die Kleider womöglich in Fetzen herunterhängen“.
Stellvertretend für jene Schar Unbekannter, denen Simon noch begegnet, sei die bereits ganz oben erwähnte „Vorsteherin“ aufgeführt. Die Vorsteherin hat ihren ersten Kurzauftritt als letzte Figur am Romanschluss. Zu Weihnachten wandert Simon, der „unverwüstliche Mensch, der allerhand Missgeschick zu ertragen versteht“, an den Stadtrand hinauf zu „Klaras Waldhaus“, das inzwischen „Kurhaus für das Volk“ geworden ist. Die Vorsteherin kann sich an Simon nicht sattsehen. Warum braucht Simon seine Zeche im Kurhaus nicht zu bezahlen? Wegen jener Freundlichkeit der Vorsteherin etwa, als sie fragt, ob „wir nicht alle Geschwister auf diesem verlorenen Planeten“ sind? In jener Frage wird ein Titelwort des Buches – Geschwister – angesprochen. Das ist es nicht nur. Simon, „scheinbar etwas verkommen, hat etwas Fesselndes“. Die Vorsteherin steht für alle Figuren, denen Simon im Roman begegnet – sie ist seine „arme, glückliche Gefangene“.

## Zitate
„Man paßt dahin, wohin man sich sehnt.“
„Das Zufällige ist immer das Wertvollste.“

## Selbstzeugnis
Walser im Mai 1914 über das Schreiben der Geschwister Tanner: Der bessere Gedanke und der damit verbundene Schaffensmut tauchte nur langsam aus den Abgründen der Selbstnichtachtung und des leichtsinnigen Unglaubens hervor. Voller Entzücken hing ich an dem fröhlichen Grundgedanken, und indem ich nur fleißig immer weiter schrieb, fand ich den Zusammenhang.

## Rezeption
- Kafka urteilt über den Simon Tanner: Das ist eine sehr schlechte Karriere, aber nur eine schlechte Karriere gibt der Welt das Licht.[46]
- „Geschwister Tanner“ hat eine episodische Struktur: Der ruhelose Held befährt die Welt, sammelt Erlebnisse und Erfahrungen, entwickelt sich dabei aber selbst im Grunde nicht.[47]
- Hinter der idealisierenden Schilderung verbirgt sich ein faktisch-autobiographischer Kern.[48]
- Spiegelgasse – die erste Adresse in Zürich: Nicht nur, dass Simon seiner Zimmerwirtin Frau Weiß zu guter Letzt den Mietbetrag schuldig bleiben muss – mehr noch, er pumpt die Frau sogar erfolgreich an.[49] Im Roman Der Gehülfe schreibt der Protagonist Joseph Marti auf Seite 15 seiner ehemaligen Wirtin Frau Weiß einen Brief, in dem er seine Schulden anspricht. In seinem Nachwort zu Fritz Kochers Aufsätze schreibt Greven:[50] Im Frühjahr 1902 mietete sich Walser in Zürich in der Spiegelgasse Nr. 23 bei der Frau Weiß ein. In derselben Gasse hatte in der zweiten Hälfte des 18. Jahrhunderts Lavater gelebt, war am 19. Februar 1837 Büchner gestorben und lebte später während des Ersten Weltkrieges ein paar Häuser weiter – in der Nr. 14 – Lenin.
- Hesse[51] schätzt ein, Fritz Kochers Aufsätze, Geschwister Tanner und Der Gehülfe können in einem Zusammenhange gesehen werden.
- Ein wichtiges Thema des Romans ist die Kritik der modernen Arbeitswelt und damit die Funktionalisierung des Menschen. Simon Tanner weigert sich, sich diesem Prozeß der Entfremdung, den er durchschaut, anheimzugeben – diese Weigerung isoliert ihn. Simon, der Außenseiter und Träumer, klage in seinen Monologen die äußere Welt an.[52]
- Der archimedische Punkt, auf dem sie [Walsers Figuren] stehen, ist jener der Souveränität.[53]
- Mächler[54] lobt den Roman als ungewöhnlich dichterisches Buch, das die Grundbeziehungen zwischen den Mitgliedern der Familie Walser reflektiere.
- Anne Gabrisch bemängelt 1984 die Sorglosigkeit des Details. Als Beispiel wird die Wiederbegegnung Simons mit Klara Agappaia angeführt. Das kleine Kind, das sie von dem Türken[55] empfangen hat, ist mal männlich, mal weiblich.[48]

## Form
Romantisches Vorbild des Simon Tanner ist zweifelsohne – wie Sprengel bemerkt – der Taugenichts von Eichendorff.
In Anlehnung an Brentano könnte man Geschwister Tanner auch als einen etwas „verwilderten Roman“ bezeichnen. Die Rede ist von „allerlei unübersehbaren Gestaltungsschwächen“. Ellenlange Monologe sind „nur oberflächlich mit der Handlung verwoben“. Der „wortreich predigende Ton“ fordert den geduldigen Leser. In den letzten beiden Kapiteln verliert der Prosaton von seiner Poesie. Es entsteht der Eindruck, als wolle der Autor fertig werden.
Der Lektor Christian Morgenstern überzeugte seinen Chef, den Verleger Bruno Cassirer, von den Qualitäten der Geschwister Tanner, sodass Cassirer den Roman annahm. Trotzdem enthält der Brief, den Morgenstern im September 1906 an Walser aus Obermais bei Meran schrieb, ein insgesamt doch fast vernichtendes Urteil. In dem Schreiben sind die meisten der schweren Vorwürfe auffindbar, die ein Lektor gewöhnlich einem Anfänger macht.

## Romantik
„Das Land blühte mit einem heißen Atem, kam fast um vor Blühen“… „duftend mit seinen Düften“.